# I-46
I-46 — підводний човен Імперського флоту Японії, який брав участь у Другій світовій війні.

## Початок історії корабля
Корабель спорудили на корабельні ВМФ у Сасебо (західне узбережжя Кюсю). Човни типу C (він же клас I-16), до яких належав I-46, мали великі розміри (їх надводна водотоннажність перевищувала підводний показник океанських субмарин США) та за проєктом могли нести мінісубмарину для диверсійних операцій. Втім, на момент входження І-46 до складу флоту застосування цих мінісубмарин стало неактуальним.
2 квітня 1944-го під час виконання тренувальних завдань у Внутрішньому Японському морі I-46 зіткнувся у підводному положенні з іншим човном Ro-46 та зазнав певних пошкоджень перископів і бойової рубки, що змусило відбути на ремонт до Сасебо (Ro-46 також не зазнав критичних пошкоджень і вже у червні зміг вирушити в бойовий похід).

## Бойова служба
19 жовтня 1944-го I-46 вийшов із Куре з завданням патрулювати в районі на схід від Філіппінського архіпелагу, який союзники обрали за наступну ціль свого наступу. 24 жовтня командування віддало човну наказ діяти між островом Самар та протокою Сурігао, де в найближчі дві доби розгорнулась вирішальна битва надводних флотів. Вранці 25 жовтня 1944-го I-46 був виявлений ворожим кораблем, після чого провів під водою 11 годин, за які екіпаж човна почув близько двох сотень віддалених вибухів глибинних бомб.
28 жовтня 1944-го за півтори сотні кілометрів на схід від входу до затоки Лейте есмінці «Хелм» та «Грідлі», що входили до ескорту ударного авіаносного з'єднання, виявили занурений підводний човен та провели чотири та три атаки глибинними бомбами відповідно. Після четвертої атаки «Хелма» стався потужний підводний вибух, а на поверхню вирвались повітряні пухирі та спливла нафта. Ймовірно, що саме цей бій став останнім для І-46, який загинув разом з усіма 112 особами, що перебували на борту (втім, за іншою версією ці події пов'язані з іншим японським підводним човном I-54).